# Putere politică
Puterea politică este o putere exercitată într-o societate de persoane sau grupuri de persoane. Exercitarea puterii politice se face în mod normal prin mijloace politice. În consecință, mijloacele politice sunt mijloace prin care indivizi sau grupuri vor, sau reușesc să domine pe ceilalți din societate, își definesc și caută să-și realizeze obiectivele prestabilite, scopurile și interesele particulare, chiar dacă se confruntă cu opoziție sau rezistență.
Termenul se referă în principal la sursele, mijloacele și relațiile dominației, controlului și subordonării, așa cum operează ele în procese și situații sociale specifice.

### Specific
Puterea poate fi pur coercitivă, implicând forța fizică, punitivă cu scopul de a impune și menține dominația, poate fi produsul accesului diferențiat la resursele fundamentale ale societății sau produsul distribuției acestora - resurse atât în sensul material al proprietății, bogăției, tehnologiei sau al materiilor prime, cât și ca forme simbolice, precum cunoașterea, alfabetizarea, știința sau alte tipuri de capital cultural.

## Concepte și interpretări
- Instituțională - puterea este privită ca capacitatea instituțiilor sociale de a-și îndeplini funcțiile
- Behavioristă - puterea controlează comportamentul cetățenilor
- Dualistă:

capacitatea guvernului de a guverna
supunere din partea cetățenilor
- Sociologică - puterea ca relații sociale între structurile sociale mari
- Conceptul teleologic al puterii
- Conceptul biologic al puterii
- Conceptul psihanalitic al puterii
- Conceptul mitologic al puterii
- Conceptul structural și funcțional al puterii.

## Principalele trăsături ale puterii politice
- Prezența obiectului și a subiectelor managementului politic. Subiectele sunt împărțițe în:

primare - grupuri sociale mari, cu interese proprii
secundare - organele guvernamentale, partidele și organizațiile politice, liderii, elita politică
- Mecanisme clare pentru punerea în practică a deciziilor puterii politice
- Principiul separării puterilor
- Legitimitatea puterii

Legalitate (baza legală pentru putere)
Legitimitate (sprijin public)

## Funcții
- de administrare
- de integrare (integrarea intereselor publice)
- de motivare
- de mobilizare
- de supraveghere (aplicarea legii)
- culturale.

Funcțiile puterii politice sunt direct legate de funcțiile statului în politica internă și externă.

## Metode
- coerciție (subiectul relațiilor de putere amenință obiectul cu folosirea forței în caz de nesupunere)
- utilizarea forței
- persuasiune (prin intermediul de propagandă etc.)
- manipularea informațiilor
- impuls (subiectul oferă obiectului remunerare pentru supunere)
- aplicarea autorității.